# هیتسکر
هیتسکر (به انگلیسی: Heatseeker) یک فیلم سینمایی آمریکایی در ژانر علمی تخیلی و رزمی به کارگردانی آلبرت پایون است.

## خلاصه داستان
داستان در سال ۲۰۱۹ اتفاق می‌افتد. شرکت سیانون متخصص در زمینه کاشت سایبرنتیک، یک مسابقات قهرمانی کیک بوکسینگ را برنامه‌ریزی کرده‌است، جایی که به همراه ورزشکاران، مردم در سایبورگهایی که در یک آزمایشگاه ویژه ایجاد می‌شوند شرکت می‌کنند. هدف از این مسابقات شناسایی برتری فناوری نسبت به دیگران است.

## ژانر فیلم
- اکشن
- درام
- علمی تخیلی

## بازیگران
- کیت کوک در نقش چانس اوبراین
- تینا کوته در نقش جو
- نوربرت وایسر در نقش تسوی تونگ
- گری دنیلز
- توم متیوس در نقش بردفورد
- تونی مابسا